# 白雲観
白雲観（はくうんかん、びゃくうんかん）は、中華人民共和国北京市の西便門外約1kmにある道観（道教寺院）である。道教の二大教派の一つである全真教の本山（根本道場）である。

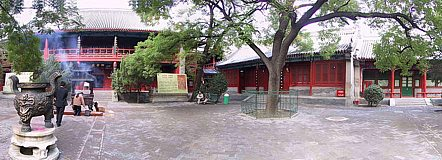
白雲観

## 歴史
当地には、唐代には当時の幽州に、玄宗が建立した天長観が建てられていた。それが、現在の白雲観の故地に相当する。以後、遼代・金代を通じて、この道観は、この地方の道教の中心的な役割を果たした。金代には、明昌中（1190年 - 1196年）に、孫明道が道蔵の雕印を完成させた。『大金玄都宝蔵』と称されるもので、6,455巻あった。
この道観が、全真教との関係が出来たのは、大定末年（1189年）の頃からである。丘長春ら全真七真人が、金朝の勅令によって、ここに止宿したのが、その端緒である。以後、1224年に丘長春が西域より帰還した時には、金室より長春宮の称を賜っていた。同時に、全真教天下第一叢林の位置を確立することとなった。
現在の境域は、丘長春の遺骸を葬った処順堂を、その中心とする配置をとっており、その造営は、丘長春の法嗣である尹志平（清和真人）の手によって指揮がなされた。
後代、全真教は、多くの分派が生まれたため、白雲観は、全真教の龍門派の総本山的位置にある。また、明版の『正統道蔵』が完本で所蔵されていることでも著名である。